# Anglefort

Anglefort este o comună în departamentul Ain din estul Franței.